# Bahnengolf
Bahnengolf stellt eine kleinere Variante des Golfsports dar. Sie wird nicht auf großen Rasenplätzen, sondern auf befestigten Bahnen gespielt und entspricht im Prinzip dem letzten Schlag auf dem Golfgreen, mit dem der Ball ins Zielloch eingeputtet wird. Dennoch existieren vereinzelte Anlagen mit Rasenuntergrund, z. B. in Baden-Baden. Identisch ist das Ziel des Spiels, nämlich den Ball jeweils mit möglichst wenigen Schlägen ins Loch zu befördern. Obwohl Bahnengolf die offizielle Sammelbezeichnung für die genormten Bahnensysteme Minigolf, Miniaturgolf, Cobigolf, Sterngolf und Filzgolf darstellt, hat sich umgangssprachlich die Bezeichnung Minigolf für alle Systeme festgesetzt. Bahnengolf gehört als Geschicklichkeitsspiel zu den Präzisionssportarten. Es ist eine sehr technisch orientierte Sportart, bei der außer Erfahrung und Training auch die Qualität der Ausrüstung großen Einfluss auf das Ergebnis hat.

## Geschichte
Der Bahnengolfsport entwickelte sich aus dem Golfsport, der seine Anfänge im 15. Jahrhundert hat. Von dort übernahm es die Schlussphase an jeder Bahn, das Einputten über die letzten Meter, und variierte diesen Schlag mit verschiedenen Hindernissen zwischen Abschlagpunkt und Loch. Daher gibt es für Bahnengolf nur einen Schlägertyp, aber zahlreiche Bälle mit unterschiedlichen Laufeigenschaften.

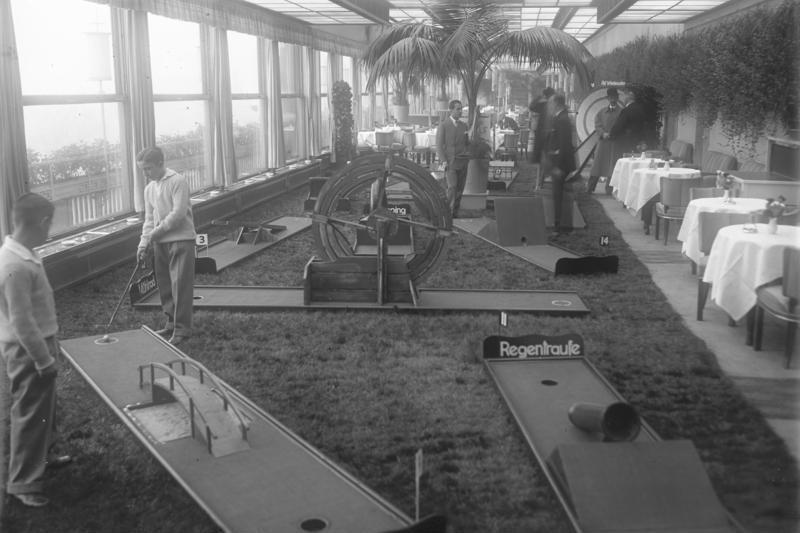
Bahnengolfplatz auf dem Dach des Eden-Hotels in Berlin, 1930

Phantasiebahnen mit den verschiedensten Hindernisaufbauten kamen ab den 1920er-Jahren in England und den USA auf. Als Pistengolf, Putt-Putt-Golf, Kleingolf, Minigolf usw. erfreuten sie sich zunehmender Beliebtheit als preiswertes Freizeitvergnügen. Zunächst nur in der Nähe von echten Golfplätzen zu Übungszwecken entstanden, verbreiteten sich diese Anlagen mit ihren Phantasieaufbauten zunehmend und wurden auch nach Europa exportiert. Diese Anlagen unterschieden sich sowohl im Untergrund, auf dem gespielt wurde, als auch in den Hindernissen sehr stark. Dies war einer weiten Verbreitung eher abträglich.

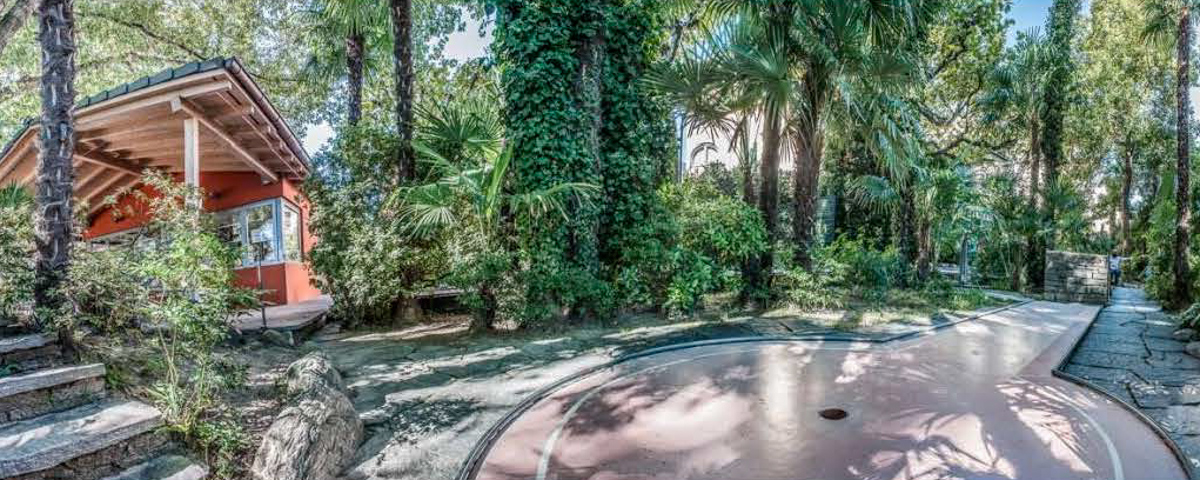
Minigolf Ascona, älteste normierte Anlage (System Bongni), eröffnet 1954

1950 reichte der Schweizer Paul Bongni ein Patentgesuch für eine normierte Variante des Bahnengolfs ein, das 1953 gutgeheissen wurde. Die erste Minigolfanlage wurde im Winter 1953/54 in Ascona errichtet,
als zweites Standardsystem Miniaturgolf mit der ersten Anlage 1956 in Planten un Blomen in Hamburg. Ansätze zu einer Standardisierung gab es mehrfach, aber erst Bongni hat sich mit seinem Modell durchgesetzt. Seine Version ist das Minigolf, das in internationalen Wettbewerben gespielt wird und in Europa am verbreitetsten ist, während in den USA traditionell Phantasieanlagen dominieren, die dort unter anderem ebenfalls als minigolf oder miniature golf bezeichnet werden.
Durch die Standardisierung sollte es theoretisch möglich sein, jede Bahn mit einem Ass, d. h. mit einem einzigen Schlag zu bewältigen. Beim Minigolf sind alle 18 Bahnen in Gestaltung und Reihenfolge festgelegt, eine Miniaturgolfanlage besteht aus 18 Bahnen in beliebiger Reihenfolge aus einer Auswahl aus 30 genormten Bahnen, nur die Bahnen 'Blitz' und 'Rechter Winkel' müssen vorhanden sein. Ab 1960 kam Cobigolf mit seinen typischen, an Crocket erinnernde, zu durchspielenden Törchen zwischen Abschlag und Ziel als Bahnensystem hinzu, 1963 Sterngolf mit dem namensgebenden sternförmigen Endkreis der letzten Bahn und in den 1990er-Jahren schließlich Filzgolf aus dem skandinavischen Raum mit Filzuntergrund, Holzbanden und achteckigem Endkreis. 1959 fand im italienischen Gardone Val Trompia die erste Minigolf-Europameisterschaft statt. Seit 1991 werden alle zwei Jahre Minigolf-Weltmeisterschaften ausgetragen. Erste Einzelweltmeister waren Miranda Graf bei den Damen und Raffael Nösberger bei den Herren (beide Schweiz).

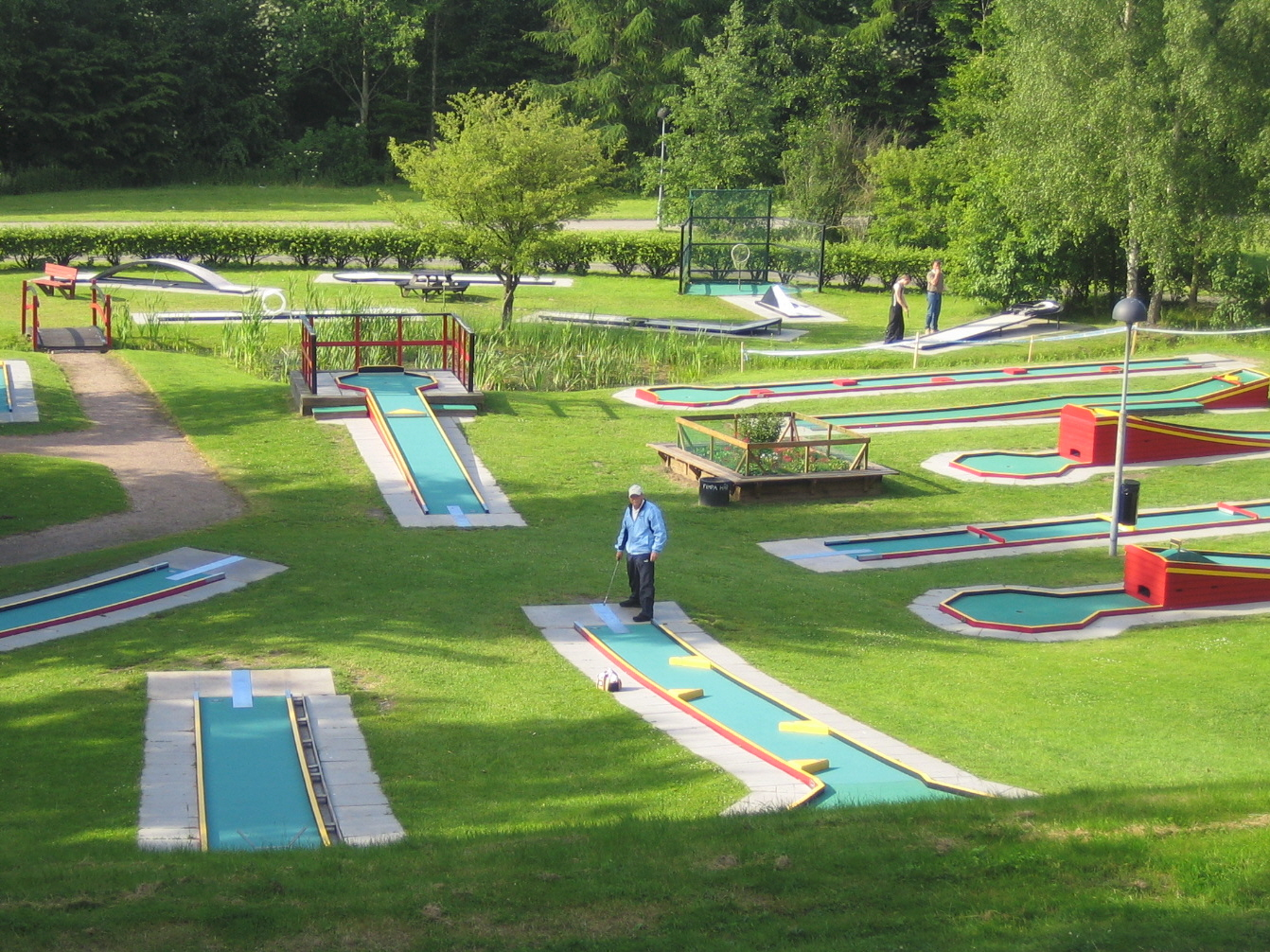
Filzgolf- und Miniaturgolfanlage (hinten) in Malmö

Bahnengolf hat für die Betreiber den Vorteil, nicht so viel Fläche wie ein richtiger Golfplatz zu verbrauchen; für die Spieler, theoretisch mit einem Schläger und einem (Universal-)Ball auszukommen. Diese Grundausrüstung verleiht der Platzbetreiber gegen Gebühr.
Auch die ersten Meisterschaften in Deutschland wurden mit einem einzigen Golfball ausgetragen, ehe Vereinsspieler begannen, mit vorhandenen Bällen aller Art zu experimentieren und diese zu bearbeiten, um ihre Laufeigenschaften zu verändern und das Spielergebnis zu verbessern. Schließlich wurden Bälle mit gewünschten Eigenschaften in kleineren Serien hergestellt, zunächst im privaten Kreis, seit etwa 1970 zunehmend von kommerziellen Anbietern. Eine wesentliche Rolle spielte dabei, dass im Bahnengolf – anders als im Golf – häufig auch indirekt, also über die Banden, gespielt wird, was von dem verwendeten Ball andere Eigenschaften verlangt. Aufbauende Vereinsarbeit, professionelles Training und Verbesserung des Schläger- und Ballmaterials führten schon Ende der 1970er-Jahre zu einer Revolution in den Ergebnissen. In dieser Zeit wurde die theoretisch mögliche Bestleistung, eine Runde mit 18 Schlägen, auch praktisch verwirklicht, wenn auch nicht auf Betonbahnen. 1991 wurde erstmals ein Ball nach einer erfolgreichen Vertreterin des Bahnengolfs, der ersten Weltmeisterin Miranda Graf, benannt, was in der Folge Schule machte, sodass heute zahlreiche Bälle nach internationalen und nationalen Titelträgern benannt sind. Mittlerweile stützt sich Bahnengolf neben seiner fortdauernden Beliebtheit als Freizeitvergnügen mit schätzungsweise 15 Millionen Besuchern pro Jahr auf deutschen Anlagen auf ein solides Fundament aus Vereinen, die in Wettkämpfen von Regional- bis Weltmeisterebene gegeneinander antreten.

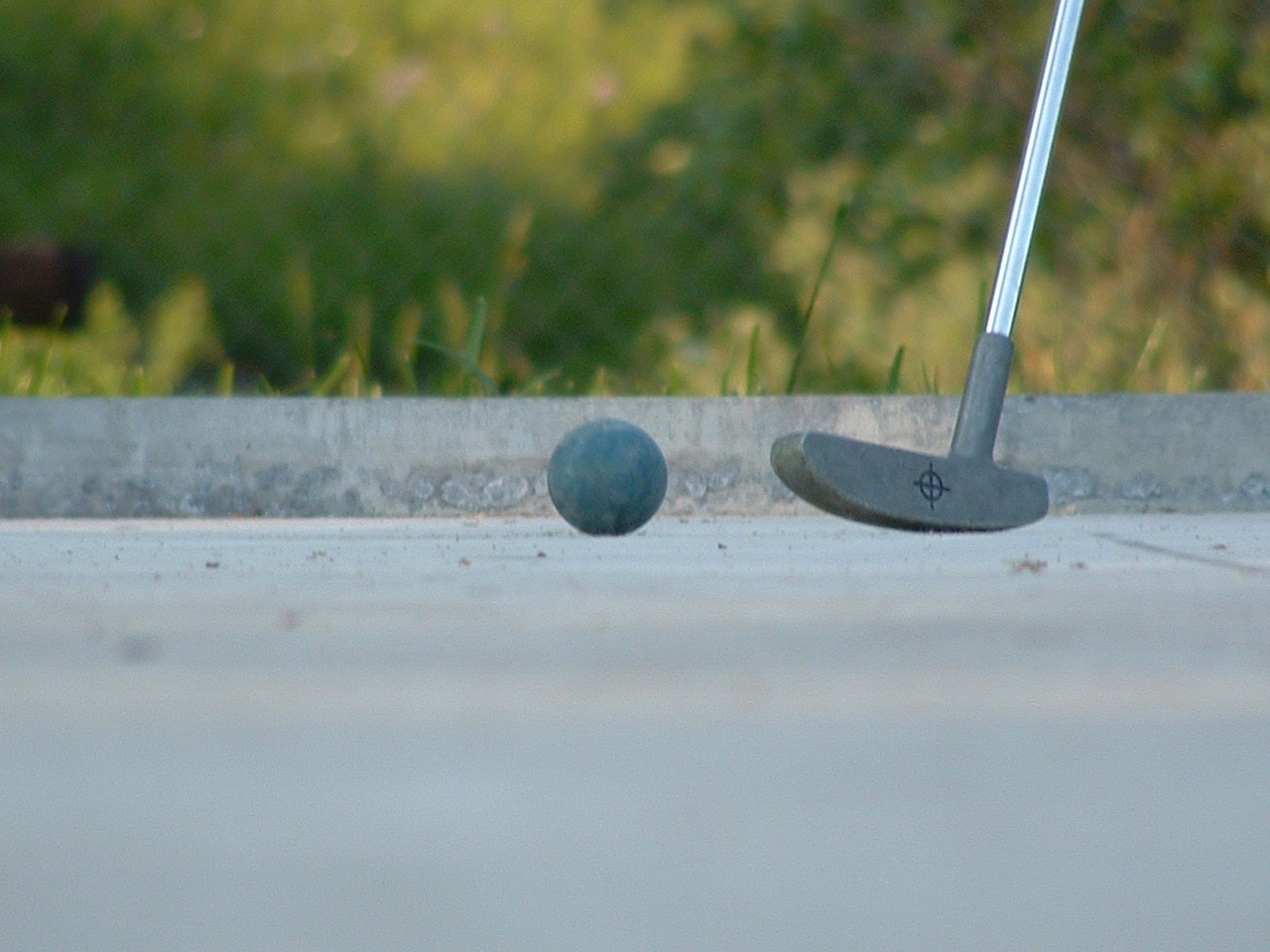
Anlagenschläger mit Schwerpunktvisier und Anlagenball

Profibahnengolfer (obwohl die Bezeichnung irreführend ist – Vereinsspieler die mit dieser Sportart ihren Lebensunterhalt verdienen sind nicht bekannt) bringen als Ausrüstung einige Spezialschläger, in der Regel maximal 2, und mehrere hundert Bälle auf den Platz, um für verschiedene Bespielungsvarianten einer Bahn, Temperaturschwankungen, Nässe, unterschiedliche Untergründe (Eternit, Beton, Filz) und die kleinen Abweichungen, die bei aller Normierung zwischen zwei Anlagen bestehen bleiben, den einen Ball mit der optimalen Ass-Chance herauszufinden.
Das ohnehin in Vielzahl vorhandene Ballmaterial wird oft vor dem Bespielen einer Bahn noch „präpariert“, d. h. der von außen gegebenen Wettersituation durch Abkühlen im Eisschrank oder im Thermokoffer bis zum Aufwärmen am Körper angepasst. Manche bei Spielern beliebten Bälle erreichen eine gewisse Popularität, die sich in ihrer Namensgebung niederschlägt: Herscheider, Catenaccio, Nuss, Lumumba, Bimbo, toter Hund, Turbo oder Tomate. Populäre Bahnengolfer sind oft Namensgeber für spezielle Bahnen, z. B. gibt es in der Abteilung Filzgolf eine Bahn namens Tronix nach dem Spitznamen eines bekannten österreichischen Bahnengolfers, oder Spezialschläge. So wird der äußerst schwierige Topspin-Schlag auf der Miniaturgolfbahn „Brücke“ als „Janacek“ bezeichnet.
Bei den Bahnengolfschlägern haben sich Änderungen am ursprünglichen dem Putter ähnlichen Typ durchgesetzt, die das Spiel berechenbarer machen sollen. Hierzu zählen etwa Visierlinien, Veränderung des Schwerpunktes oder das Anbringen eines temporegulierenden und effeterleichternden Gummis.
Minigolf und Miniaturgolf unterscheiden sich nicht nur im Material der Spielfläche und in den Hindernisaufbauten, die Betonbahnen des Minigolfs sind auch länger (12 m bei 125 cm Breite), was ebenfalls andere Spieltechniken und Bälle erfordert als bei den kürzeren Miniaturgolfbahnen aus Eternitplatten (6,25 m, 90 cm breit), die obendrein nicht betreten werden dürfen. Diese beiden sind bis heute die verbreitetsten unter den standardisierten Bahnensystemen.
Mathias Kaiser schätzte 1980 die Zahl der genormten Bahnengolfanlagen weltweit auf über 5000, wovon Minigolf und Miniaturgolf etwa 90 % stellen. Miniaturgolf liegt dabei vorn, weil preisgünstiger in der Herstellung und sparsamer im Platzverbrauch.
Das dem Handicap entsprechende Pendant im Bahnengolfsport ist der „Schnitt“. Gute Spieler spielen über eine Saison beim Miniaturgolf einen Schnitt um 22 Schläge. Das bedeutet, dass bei 18 Bahnen auf durchschnittlich vier Bahnen der Ball nicht mit dem ersten Schlag versenkt wird, während auf den wesentlich schwierigeren, weil längeren Bahnen der Abteilung Minigolf oft schon ein Schnitt von 30 Schlägen ausreicht, um ein Turnier für sich entscheiden zu können.

## Bahnengolfsysteme

### System Minigolf Abteilung 1 (Beton)
Minigolf nach System Bongni hat mit Ausnahme der 25 Meter langen Weitschlagpiste zwölf Meter lange und 1,25 Meter breite genormte Betonbahnen, die einschließlich Hindernissen in vorgeschriebener Reihenfolge angelegt sein müssen. Die Abschlagmarkierung auf Minigolfbahnen ist immer ein Kreis mit einem Durchmesser von 30 Zentimetern in der Mitte der Banden am Bahnanfang. Der Mittelpunkt hat einen Abstand von 40 cm vom Bahnanfang und ist durch eine kreisförmige Markierung mit einem Durchmesser von maximal acht Zentimetern gekennzeichnet. Die Bahnbegrenzung bilden Flacheisen- bzw. Rohrbanden. Die Hindernisse sind Aufbauten aus Beton oder Naturstein.

### System Miniaturgolf Abteilung 2 (Eternit)
Miniaturgolf hat 6,25 m lange und 0,90 m breite genormte Bahnen. Diese bestehen aus Faserzementplatten (Eternit), die in Eisenwinkelrahmen verlegt sind. Es gibt insgesamt 30 genormte Miniaturgolfbahnen mit oder ohne Hindernisaufbauten. Abschlag ist immer das gesamte Abschlagsfeld. Von den Banden darf ein liegengebliebener Ball 20 cm abgelegt werden, vom Hindernis 30 cm. Miniaturgolfbahnen dürfen im Gegensatz zu Minigolfbahnen nicht betreten werden.
Vom Score (Spielergebnis) her ist Miniaturgolf das System mit der am niedrigsten zu erwartenden Schlaganzahl. Abhängig von der Selektivität der Anlage ist für eine vordere Platzierung eine durchschnittliche Schlaganzahl von 20 bis 22 Schlägen pro Runde (bei nationalen oder internationalen Meisterschaften sogar noch weniger) notwendig.

### System Cobigolf Abteilung 3
Es gibt zwei verschiedene Arten von Cobigolf: Großcobigolf und Kleincobigolf. Auf beiden Arten muss der Spieler den Ball erst durch ein oder zwei Törchen spielen, bevor er eingelocht werden kann. Unter Groß-Cobi versteht man Betonbahnen mit den gleichen Ausmaßen wie beim Minigolf. Auch hier gibt es einen Weitschlag – manchmal auch zwei (z. B. auf Baltrum). Beim Klein-Cobi sind die Bahnen aus Eternitplatten und verfügen über die gleichen Maße wie beim Miniaturgolf.

### System Sterngolf Abteilung 4
Sterngolf wird ebenfalls auf Betonbahnen gespielt. Sie sind 8 m lang und 1 m breit. Der Endkreis hat einen Durchmesser von 2 Metern. Die Hindernisse sind auf jeder Anlage gleich, nur die Reihenfolge kann jeweils variieren. Die Bahnen werden aus Rohrbanden begrenzt. Die letzte Bahn hat dem System den Namen gegeben. Hier ist der Endkreis in Form eines fünfzackigen Sterns angelegt, das Zielloch ist auf einem kleinen Hügel angebracht. Der Spieler darf die Bahn beim Spiel und Anschlag betreten. Allein in Nordrhein-Westfalen gibt es 11 verschiedene Sterngolf-Vereine, jedoch sind diese neben Deutschland auch in den Nachbarländern, vor allem in Österreich und Holland, zu finden. Erfinder und in fast allen Fällen (Mit-)Erbauer zusammen mit seinem Nachbarn Erich Baudach ist Heinrich Ullrich (* 27. Juni 1920) – beide Hagen Hohenlimburg. Die erste Sterngolfanlage befindet sich am Schloss Hohenlimburg in Hagen. Meisterschaften werden nur in Nordrhein-Westfalen ausgetragen.

### Filzgolf

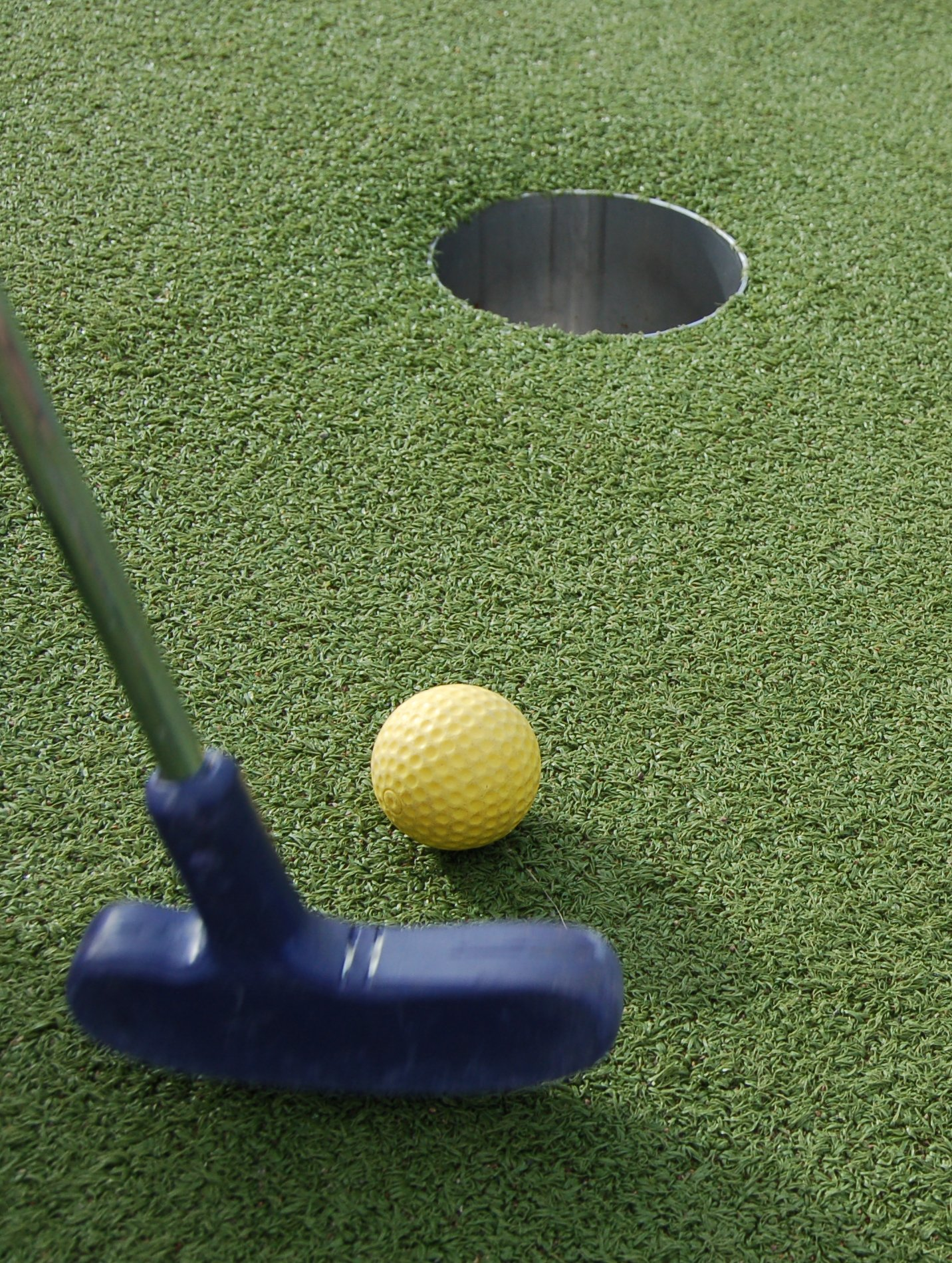
Filzgolf: Zielkreisloch, Universalschläger und typischer Anlagenball

Aus dem skandinavischen Raum stammen die Filzbahnsysteme. Eine Filzgolfanlage besteht aus 18 Bahnen, die aus 32 genormten Hindernisarten gewählt werden können. Die Länge der Bahn kann zwischen 9 und 18 Meter liegen, die Breite beträgt 90 cm. Der „Zielkreis“ ist achteckig und kann eine Breite von 1,80 m oder 2,40 m haben. Die Banden bestehen aus Holz, mittlerweile aus Witterungsgründen in Mitteleuropa auch teilweise schon aus Edelstahl. Die Spielfläche ist mit einem teppichartigen Filz belegt. Der Ball wird von einer Abschlagplatte vom Bahnanfang gespielt.

### Adventure Golf
Adventure Golf ist eine in den USA entstandene Bahnengolf-Variante. Die Bahnen bestehen in der Regel aus grünem Kunstrasen, sind nicht genormt und enthalten viele ungewöhnliche Elemente wie Brücken, Höhlen, Hügel usw. Im Gegensatz zu den genormten Minigolfbahnen ist die erlaubte Höchstpunktzahl pro Bahn nicht auf sieben beschränkt; für viele Bahnen sind mehr Schläge erforderlich. Viele Adventure-Golf-Plätze sind von Landschaftsgärtnern in eine hübsche Landschaft eingebettet. Beliebte Objekte sind z. B. künstliche Bachläufe und Wasserfälle; die einzelnen Bahnen sind dann nur über Brücken zu erreichen.
Die erste Anlage dieser Art in Europa wurde im Strandbad Wedau/Duisburg erstellt.

### Schwarzlicht Minigolf

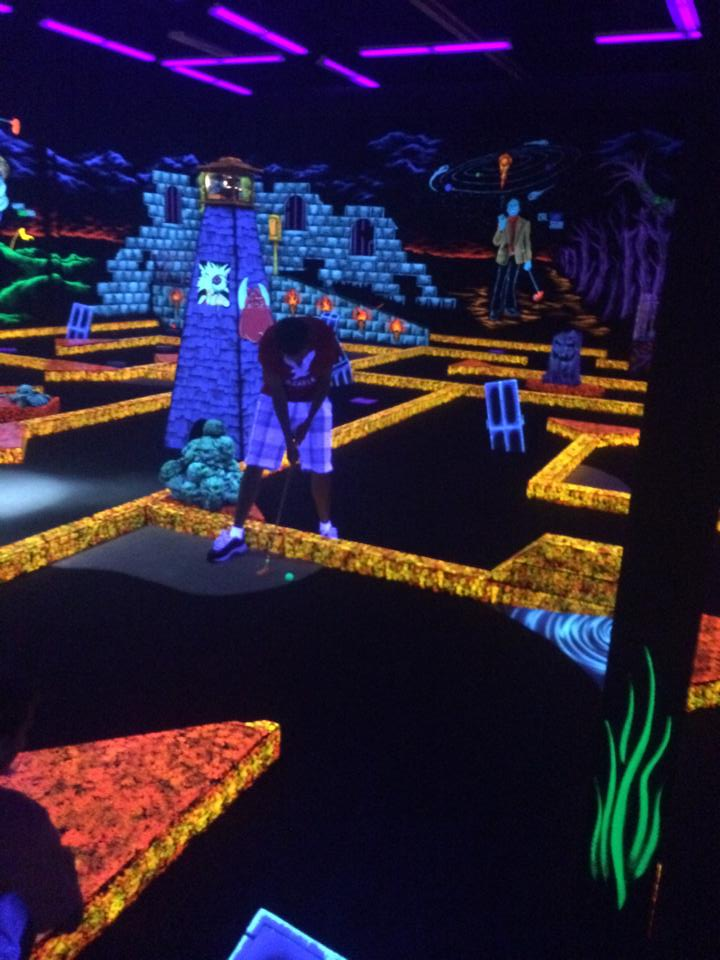
Schwarzlicht Minigolf

Seit ca. 2010 werden in Deutschland vermehrt Schwarzlicht-Minigolfanlagen eröffnet. Diese Freizeiteinrichtungen befinden sich in Hallen, die nur mit UV-Licht beleuchtet sind, wodurch die mit Spezialfarben versehenen Gegenstände in bunten Farben fluoreszieren.